# Convolvulus cassius
Convolvulus cassius är en vindeväxtart som beskrevs av Samuelss. och Rech. f.. Convolvulus cassius ingår i släktet vindor, och familjen vindeväxter. Inga underarter finns listade i Catalogue of Life.